# 코시나
주식회사 코시나(Cosina Co., Ltd., 일본어: 株式会社コシナ, Kabushiki-gaisha Koshina)는 일본 나가노현 나카노시에 본사를 둔 고급 광학 유리, 광학 정밀 장비, 카메라, 비디오 및 전자 관련 장비 제조업체이다.

## 역사
코시나는 1959년 2월에 렌즈 가공 공장으로 설립된 회사인 니코(Nikō 또는 Nikoh)의 후속 회사로, 일본 광학 연마 및 렌즈 연삭 분야의 선구자였다. 1966년에는 35mm 컴팩트 카메라와 8mm 시네 카메라도 제조하기 시작했고, 1년 후에는 35mm 필름 SLR 카메라 제조를 시작했다. 1968년에는 유리 용해 공장을 시작했다. 니코는 1973년에 사명을 코시나로 변경했다.(이름의 첫 번째 부분은 창업자의 출신지인 나카노 내의 코시 지역을 지칭하며 '나'는 나카노를 나타낸다.)

## 유통
코시나 제품은 켄코(Kenko)를 통해 일본에 유통된다.